# Agathia furcula
Agathia furcula là một loài bướm đêm trong họ Geometridae.